# Nikolay Nikolayevich Con của Nga
Nikolay Nikolayevich của Nga (tiếng Nga: Великий князь Николай Николаевич; 18 tháng 11 [lịch cũ 6 tháng 11] năm 1856 – 5 tháng 1 năm 1929), là thành viên Vương tộc Romanov và là Sĩ quan cấp tướng, tổng tư lệnh của Nga. Ông thường được gọi là Nikolay Nikolayevich Con (Николай Николаевич Младший), là con trai trưởng của Đại vương công Nikolay Nikolayevich Cha, đồng thời là cháu của Hoàng đế Nikolay I và là em họ của Nikolai II (Hoàng đế cuối cùng của Nga). Khi Nikolay II thoái vị năm 1917 và bị ám sát năm 1918. Vào 8 tháng 8 năm 1922, Nikolay Nikolayevich được những người Bạch quân đang kiểm soát lãnh thỗ ở Viễn Đông Nga công nhận là Hoàng đế của Nga trong thời gian ngắn và kết thúc khi vùng Priamurye rơi vào tay những người Bolshevik vào 25 tháng 10 năm 1922.

## Thời thơ ấu
Sinh ngày 18 tháng 11 năm 1856 và được đặt tên là Nikolay Nikolayevich, tên của ông vốn là sự kết hợp từ tên của cha và ông nội Sa hoàng Nikolay I của Nga. Là con trai đầu lòng của Đại vương công Nikolai Nikolaevich và Nữ đại công tước Alexandra Petrovna của Oldenburg, cha ông là con thứ của Nikolay I vì vậy từ khi sinh ra Nikolay Nikolayevich không có cơ hội trong hàng kế vị ngai vàng Nga. Vào năm 1868 sự chào đời của người anh họ Nikolay Aleksandrovich (sau là Nikolay II của Nga) đứng thứ 2 trong hàng kế vị, mặt dù ông lớn hơn Nikolay Aleksandrovich đến 12 tuổi nhưng xét trên quan hệ họ hàng ông vẫn là em trai họ của Nikolay Aleksandrovich, do cả hai có cùng tên giống nhau, Nikolay Nikolayevich thường được gia đình gọi là Nikolasha.

## Hôn nhân và Gia đình
Ngày 29 tháng 4 năm 1907, Nikolay Nikolayevich kết hôn với Công chúa Anastasia của Montenegro, con gái của vua Nicholas I của Montenegro, và em trai ông Đại vương công Pyotr Nikolayevich kết hôn với Vương nữ Milica người cũng là em gái của Công chúa Anastasia. Thông qua cuộc hôn nhân này cả hai không có con, và Công chúa Anastasia từng có hai con riêng trong cuộc hôn nhân thứ nhất trước khi ly hôn và kết hôn với Nikolay.

## Sự nghiệp

### Trưởng thành

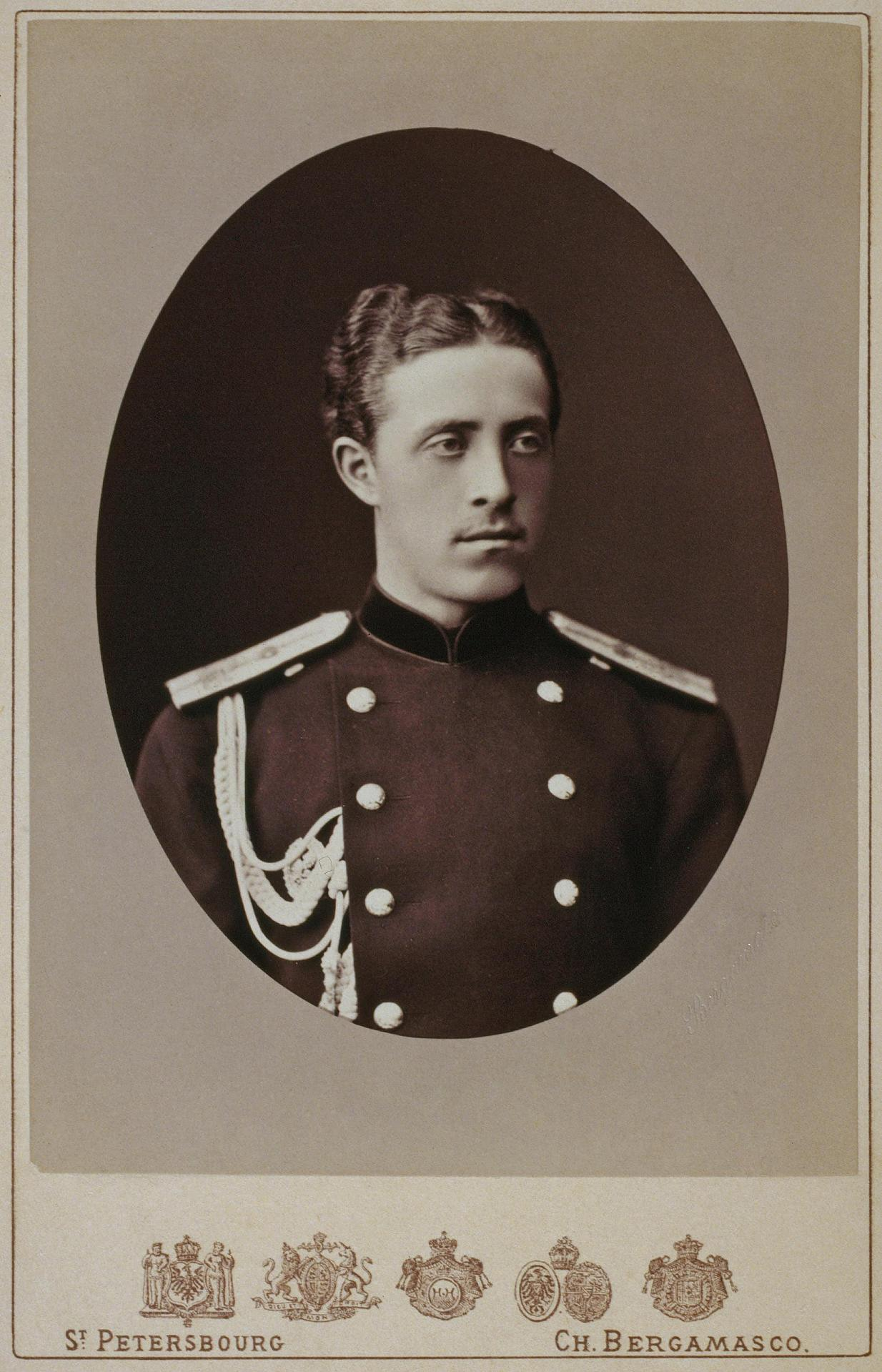
Nikolay Nikolayevich thời trẻ, 1870.

Được đào tạo tại trường kỹ sư quân sự, Nikolay Nikolayevich thực hành nhiện vụ năm 1873. Trong Chiến tranh Nga–Thổ Nhĩ Kỳ (1877–1878) sự khéo léo của Nikolay khiến ông 2 lần trở thành trung tâm nổi bật trong cuộc chiến này. Là một người rất sùng đạo thường bày tỏ lòng thành kính trong các bữa ăn nhưng lại thích săn bắn. Nikolay nổi tiếng là một chỉ huy cứng rắn và được lòng quân đội của ông, những kinh nghiệm của ông có lẽ đến từ việc huấn luyện binh lính hơn là chỉ huy chiến tranh. Năm 1895, ông là tổng thanh tra kỵ binh và được duy trì hơn 10 năm, Nikolay đóng một vai trò quan trọng trong cuộc Cách mạng Nga năm 1905. Sự suy thoái của Vương triều Romanov khiến cho cách mạng lan rộng trên khắp cả nước, Vương triều Romanov đã tỏ ra bất lực, không có khả năng trị vì như trước nữa. Các 

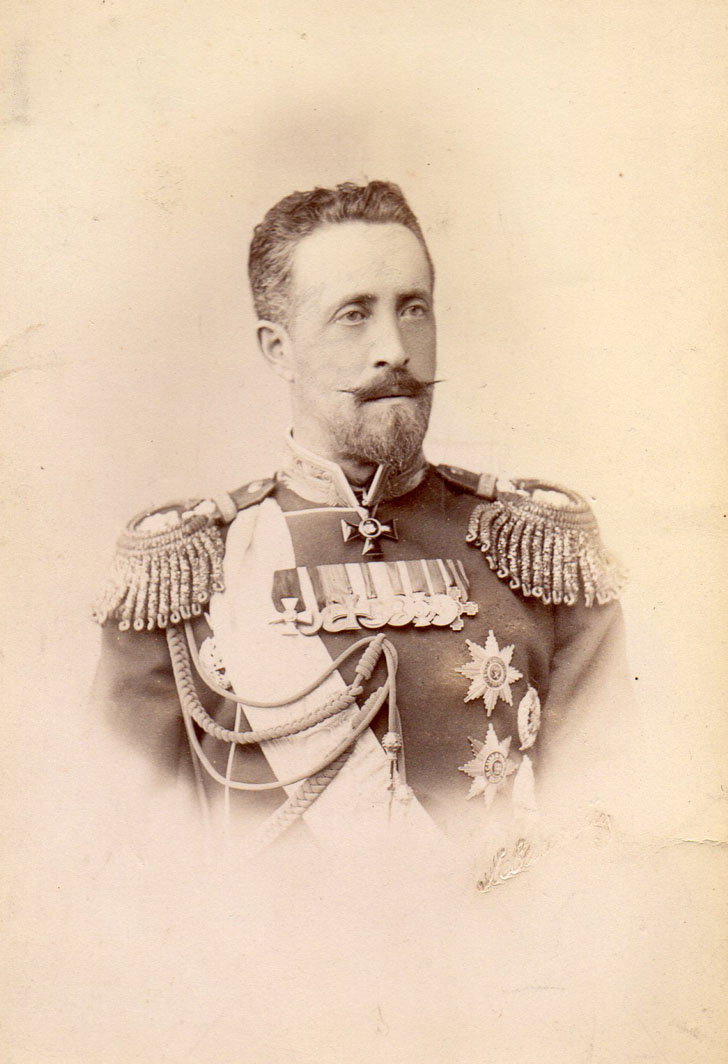
Nikolay vào năm 1890

phong trào Cách mạng liên tiếp nổ ra. Sa hoàng Nikolay II nhanh chóng thiết lặp chế độ độc tài quân sự để đảm bảo an ninh triều đại. Nikolay được anh họ tức Sa hoàng Nikolay II yêu cầu đảm nhận vai trò của một nhà độc tài quân sự, trước mặt Sa hoàng, Nikolay đã từ chối và rút thanh súng lục của mình định tự sát nếu Nikolay II vẫn tiếp tục buộc ông làm vậy. Bởi vậy có thể Nikolay là người duy nhất có thể giữ lòng trung thành của quân đội trong một cuộc đảo chính đang diễn ra đông đảo tại Nga như vậy.
Năm 1914, khi Nga bước vào Thế chiến thứ nhất, Nikolay trở thành tổng tư lệnh của Quân khu St.Petersburg, tại đây Nikolay từng ủng hộ những người có xuất thân khiêm tốn ứng tuyển vào các vị trí quan trọng trong quân đội do ông kiểm soát, trong cuộc Chiến tranh Nga-Nhật từ năm 1904 đến 1905, Nikolay không được bổ nhiệm vị trí chỉ huy chính thức và cũng chính trong cuộc chiến này Nga là đế quốc bại trận và mất nhiều diện tích đất, Nikolay đã đưa những thất bại trong cuộc chiến này trở thành những bài học quý giá vào những người lính của ông.

#### Chiến tranh thế giới thứ nhất

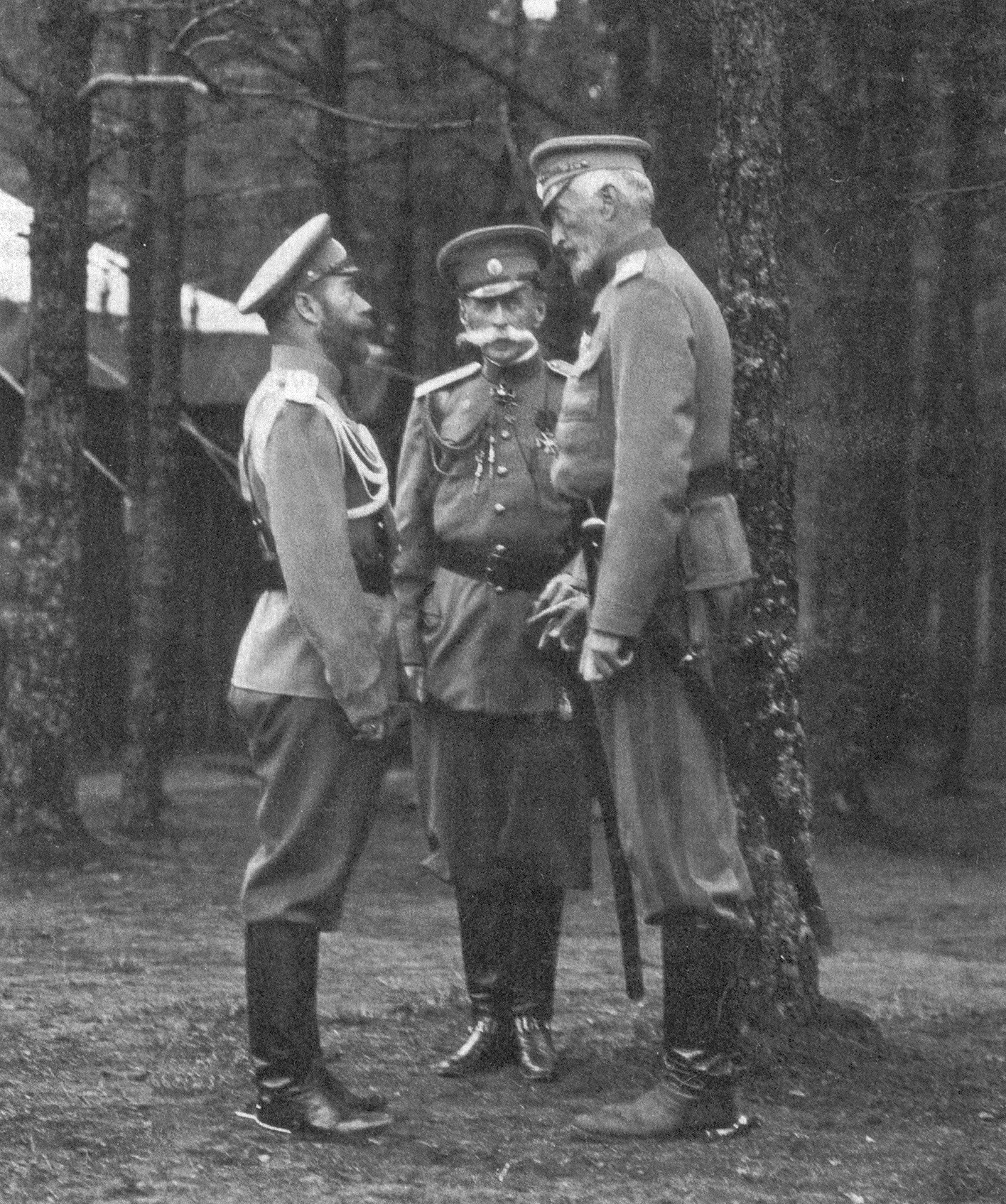
Hoàng đế Nikolay II (trái) và Đại vương công Nikolay (phải)

Năm 1914, Nikolay II tuyên chiến với Đức bùng nổ chiến tranh thứ nhất ở Châu âu đưa Nga vào phe Đồng Minh tham chiến chống Đức, Áo-Hung. Là thành viên của nhà Romanov, Nikolay góp mặt trong Thế chiến thứ nhất nhưng việc lập kế hoạch và chuẩn bị chiến tranh không có sự góp mặt của ông, có lẽ vì mối quan hệ không tốt giữa ông với Nikolay II. Năm 1913, đông đảo Bộ trưởng Nga yêu cầu Sa hoàng bổ nhiệm Nikolay nắm giữ chức chỉ huy tối cao của Nga, yêu cầu này cuối cùng cũng được đáp ứng nhưng Nikolay chưa bao giờ chính thức chỉ huy quân đội trước đây, vì ông chỉ dành phần lớn thời gian của mình phục vụ tại ngũ, thực vậy dù có một ít về năng khiếu về quân sự chiến tranh, việc chưa bao giờ chỉ huy một cuộc chiến thực tiễn đã gây cho Nikolay nhiều sự khó khăn sau này. Nikolay chịu trách nhiệm về tất cả các lực lượng Nga chiến đấu chống lại Đức, Áo-Hungary và Thổ Nhĩ Kỳ. Nikolay quyết định rằng nỗ lực chính sẽ phải là ở Ba Lan, quốc gia này đang tấn công Đức như một nước nổi bật, Ba Lan có hai bên là Đông Phổ của Đức ở phía bắc và Galicia thuộc Áo-Hung ở phía nam. Với ý định quân đội sẽ tấn công chiếm Silesia của Đức nhưng sự phối hợp kém của hai quân đội Nga xâm lược đã dẫn đến thảm họa Tannenberg ở phía Bắc. Ở phía nam, quân đội do Nikolay dẫn dắt đã chinh phục phần lớn Galicia, cuộc di chuyển tiếp theo của họ tới Silesia đã bị chặn lại bởi sông Vistula và Trận Łódź. Nikolay cố gắng yêu cầu viện trợ pháo binh và đạn dược mà quân dội ông vô cùng thiếu thốn gây trì trệ kế hoạch. Và lực lượng do ông lãnh đạo đã thất bại gây nên hàng triệu người thương vong, Nikolay từng được nhìn nhận là nhà cầm quân tàn nhẫn và bù nhìn cũng từ sự kiện này. Các chỉ huy cùng thời với Nikolay cho rằng việc thất bại của ông đến từ việc Nikolay không biết cách liên kết các giai đoạn trong chiến tranh, cũng như việc lựa chọn người thích hợp và chiếm được sự ủng hộ của chính phủ Nga.

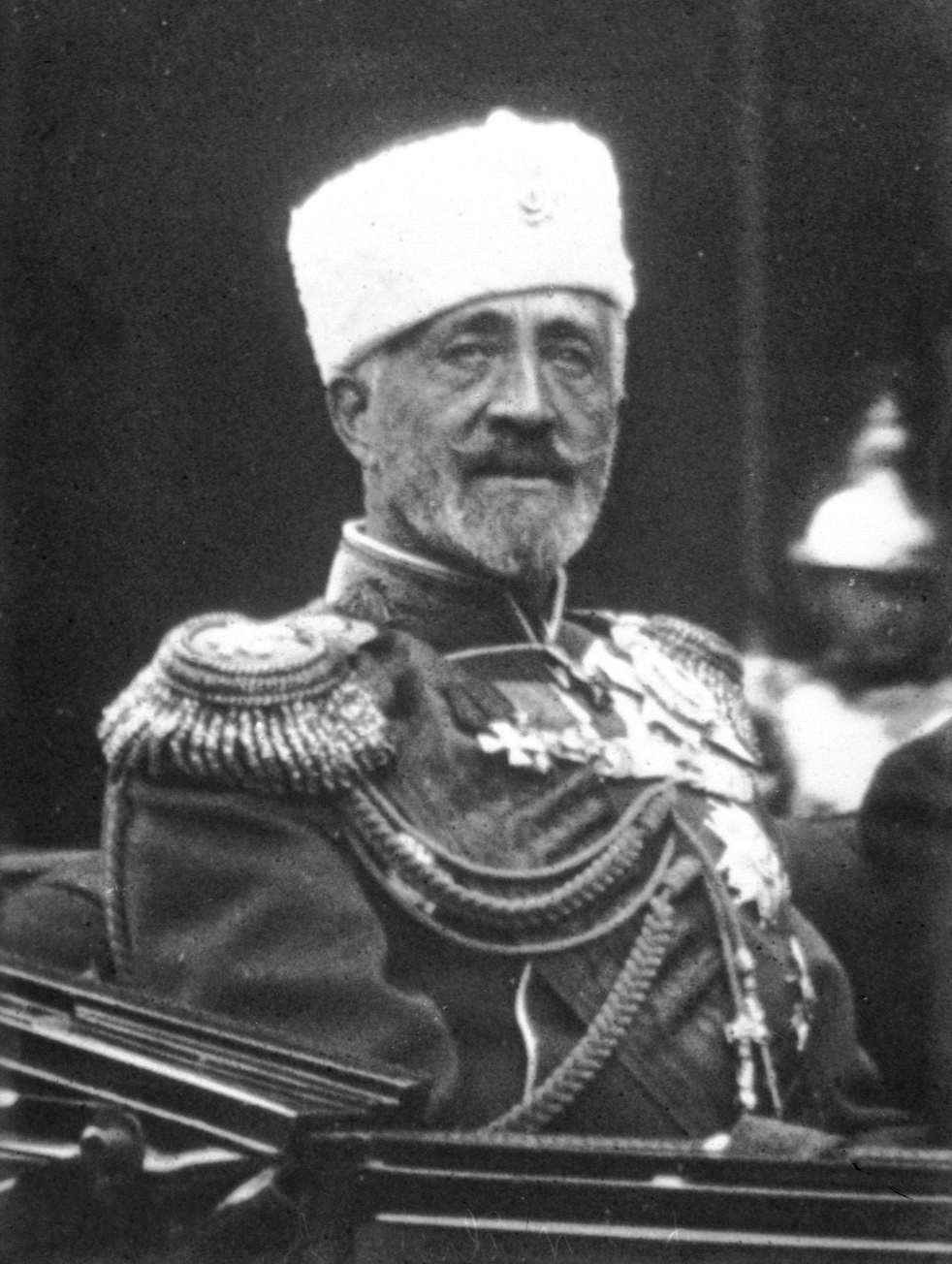
Đại vương công Nikolay vào năm 1915

Trong thời gian này, sự bất mãn của Sa hoàng Nikolai II với Tổng tư lệnh tối cao của mình không ngừng gia tăng, và Nikolay II đã đưa ra ý kiến về việc cần thiết phải cách chức Nikolay Nikolayevich, với nguyên nhân thất bại của mình, Nikolay bị cách chức vào ngày 21 tháng 8 năm 1915.
Sau khi Nga rút lui khỏi Mặt trận phía động, chính quyền Nga đã tiến hành các cuộc tấn công chống lại người Đức ở các thành phố của Nga, tàn sát người Do Thái trong các thị trấn và làng mạc của họ và trục xuất 500.000 người Do Thái và 250.000 người Đức vào nội địa Nga. Vào ngày 11 tháng 6 năm 1915, một cuộc chiến tranh bắt đầu chống lại người Đức ở Petrograd, với hơn 500 nhà máy, cửa hàng và văn phòng bị cướp phá và bạo lực của đám đông nhắm vào người Đức. Giới lãnh đạo quân sự Nga coi người Hồi giáo, người Đức và người Ba Lan là những kẻ phản bội và gián điệp, trong khi người Do Thái bị coi là không đáng tin cậy về mặt chính trị.

## Vùng Kavkaz
Sau khi bị sa thải Nikolay được giao cho vị trí tổng tư lệnh và phó vương ở Kavkaz. Tại đây, tướng Yudenich đang là nhân vật trung tâm trong quân đội Kavkaz. Không có bằng chứng về việc cho rằng trong khoảng thời gian tại Kavkaz, Nikolay là hình tượng của tội ác chiến tranh, ông từng thúc giục Sa hoàng Nikolay II thành lập các trường cao đẳng đào tạo giáo sĩ Hồi giáo để tránh việc họ đi du học. Nikolay đã cố gắng xây dựng một tuyến đường sắt từ Gruzia thuộc Nga đến các vùng lãnh thổ bị chinh phục nhằm mục đích cung cấp thêm nguồn cung cấp cho một cuộc tấn công mới vào năm 1917. Tuy nhiên, vào tháng 3 năm 1917, Nikolay II bị lật đổ bởi Cách mạng Tháng Hai và quân đội Nga bắt đầu dần tan rã.

## Cuộc sống lưu vong
Năm 1917, Nikolay II thoái vị sau cuộc Cách mạng Tháng Hai. Nikolay và vợ đã trốn khỏi Nga vào tháng 4 năm 1919, trên chiến hạm HMS Marlborough của Hải quân Hoàng gia Anh do George V của Anh phái đến. Vào ngày 8 tháng 8 năm 1922, Nikolay được tướng quân Mikhail Diterikhs của đội Bạch quân đang đóng tại Priamurye, Viễn Đông Nga tuyên bố là Sa hoàng của Nga, vì đang cư trú tại nước ngoài nên Nikolay đã không có mặt trực tiếp trong khoảng thời gian này. Hai tháng sau, vùng Priamurye rơi vào tay những người Bolshevik.
Cư trú tại Genova với tư cách là em của anh rể, Vittorio Emanuele III của Ý, Nikolay và vợ ông đã đến sống trong một lâu đài nhỏ ở Choigny, cách Paris 20 dặm. Nikolay được bảo vệ bởi cảnh sát Pháp cũng như một số ít thuộc hạ trung thành của Cossack. Nikolay trở thành hình tượng tiêu biểu của phong trào quân chủ Nga chống Liên Xô, sau khi đảm nhận vị trí chỉ huy tối cao của tất cả các lực lượng Nga lưu vong vào ngày 16 tháng 11 năm 1924, ưu tiên hàng đầu của Cơ quan mật vụ Liên Xô tại thời điểm này là bắt giam Nikolay nhưng kế hoạch cuối cùng đã không thành công.

## Qua đời
Nikolay qua đời vào ngày 5 tháng 1 năm 1929 ở Riviera, Pháp có lẽ vì tuổi già của ông. Ông được chôn cất tại nhà thờ Thánh Michael the Archangel Church ở Cannes. Năm 2014, Nikolay Romanov và Dimitri Romanov hai người cháu còn sống của em trai ông Đại vương công Pyotr Nikolayevich yêu cầu di dời hài cốt của Nikolay. Hài cốt của ông với vợ được đặt ở Moscow tại Quần thể quân sự tưởng niệm Chiến tranh Thế giới thứ nhất vào tháng 5 năm 2015.